# Hyperbrotica
Hyperbrotica is een geslacht van kevers uit de familie bladkevers (Chrysomelidae).
De wetenschappelijke naam van het geslacht werd in 1968 gepubliceerd door Bechyne & Bechyne.

## Soorten
- Hyperbrotica ebracea (Fabricius, 1787)